# Noura Mana
Noura Mana (sinh ngày 12 tháng 12 năm 1997) là một vận động viên bơi lội Maroc. Cô đã tham gia cuộc thi tự do 50 mét nữ tại Thế vận hội mùa hè 2016.